# Finales du circuit mondial de tennis de table

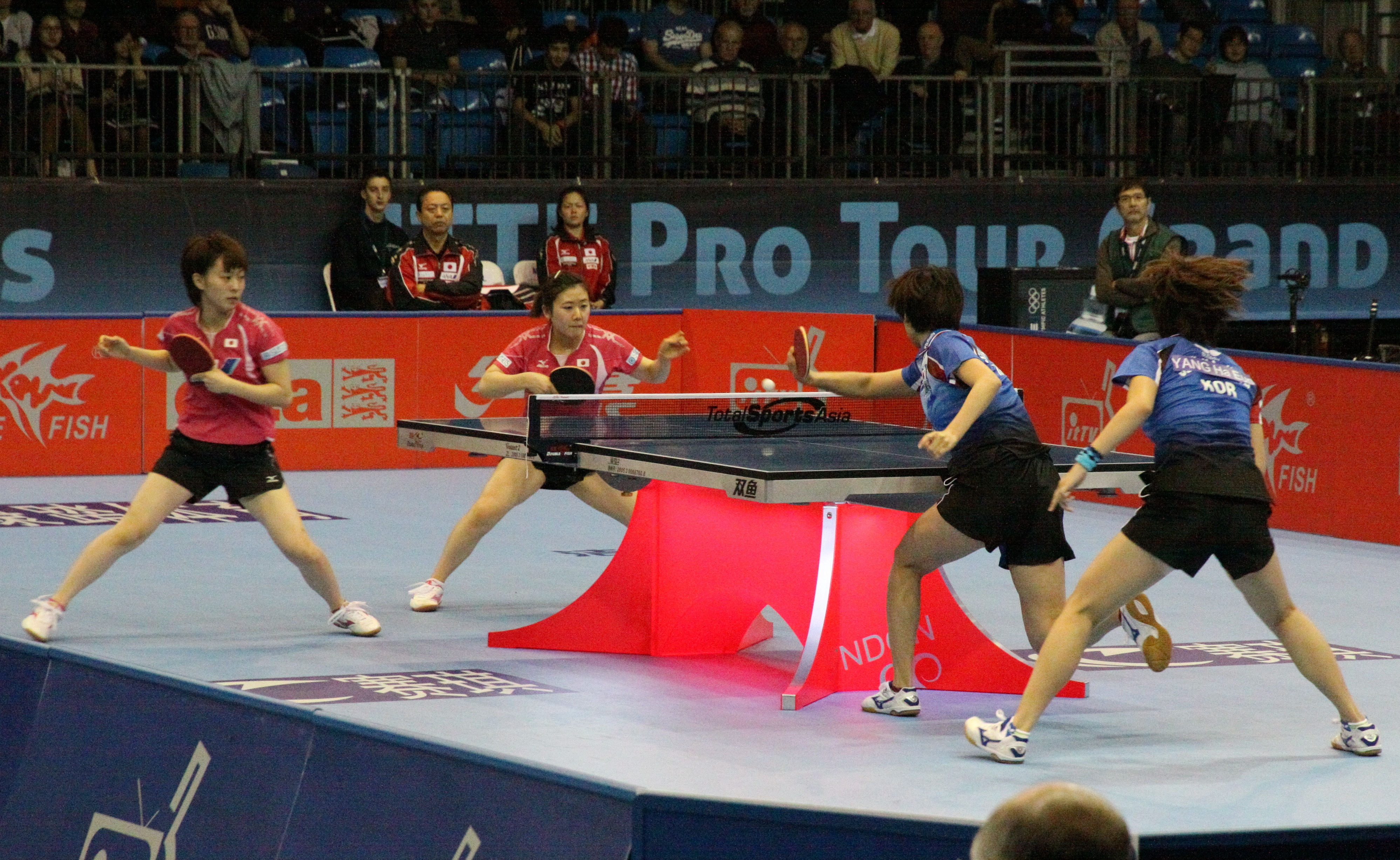
Rencontre de double dames lors de la grande finale du Pro Tour 2011 à Londres.

Les Finales du circuit mondial de tennis de table (WTT Finals) sont les épreuves qui clôturent la saison.
Sont invités à cette prestigieuse épreuve les 16 joueurs ayant cumulé le plus de point au cours des différentes étapes de la saison de la WTT (précédemment Pro-tour). 

## Histoire

### Grandes Finales du Pro/World Tour ITTF
Les grandes Finales du Pro/World Tour ITTF (ITTF World Tour Grand Finals) sont présentes depuis la création du Pro Tour en 1996. Etaient invité les 15 meilleurs joueurs ainsi qu'un joueur invité par le pays organisateur.
Elles regroupaient six catégories : simples hommes, simples femmes, doubles hommes, doubles femmes, simples en dessous de 21 ans hommes, simples en dessous de 21 ans femmes.
Le total des prix est de 365 000 USD en 2010, soit la plus forte dotation des compétitions du calendrier de la fédération internationale. Le vainqueur du tableau simples messieurs et simple dames remporte 40 000$, les finalistes 20 000$.
Le World Tour s'arrête fin 2020 et est remplacé par la WTT.

### Finales WTT
Elles sont présentes depuis la création du circuit WTT en 2021, initialement sous le nom de WTT Cup Finals puis sous le nom de WTT Finals depuis 2023.

## Critères de qualification

### Grandes Finales du Pro/World Tour ITTF[2]

#### Simples hommes et femmes
- Participer à au moins 5 épreuves du Pro Tour ITTF.
- Les 15 joueurs ayant accumulé le plus de points lors de ces épreuves sont qualifiés.
- La Fédération internationale du Tennis de Table invite un joueur du pays hôte ; s'il n'y en a pas, le 16e joueur ayant accumulé le plus de points est sélectionné.

#### Doubles hommes et femmes
- La même paire de joueurs doit participer à au moins 4 épreuves du Pro Tour ITTF.
- Les 7 meilleures paires au classement de ces épreuves sont qualifiées pour la Grande Finale.
- S'il n'y a pas de paires du pays-hôte, la huitième paire est choisie dans ce pays. Sinon, la 8e paire au classement des épreuves du Pro Tour ITTF.
- Si un joueur apparaît dans plusieurs paires il joue avec la mieux classée.

#### Simples hommes et femmes en dessous de 21 ans
- Participer à au moins deux épreuves du Pro Tour ITTF dans deux continents différents
- Les 8 meilleurs sont qualifiés.

En cas d'égalité, le joueur qualifié est celui qui a le meilleur classement mondial ITTF.

### Finales WTT
Sont qualifiés les 16 joueurs ayant cumulé le plus de points au cours des différentes étapes de la saison.

## Palmarès

### Finales WTT
| Année Lieu         | Tournoi             | Simple messieurs | Simple dames    | Double messieurs           | Double dames                 | Double mixte |
| ------------------ | ------------------- | ---------------- | --------------- | -------------------------- | ---------------------------- | ------------ |
| 2025 Hong Kong     |                     |                  |                 | non disputé                | non disputé                  |              |
| 2024 Fukuoka       | WTT Finals (de)     | Wang Chuqin (3)  | Wang Manyu      | Félix Lebrun Alexis Lebrun | Hitomi Sato Honoka Hashimoto | non disputé  |
| 2023 Doha / Nagoya | WTT Finals (de)     | Wang Chuqin (2)  | Sun Yingsha (3) | Yuan Licen Xiang Peng      | Sun Yingsha Wang Manyu       | non disputé  |
| 2022 Xinxiang      | WTT Cup Finals (de) | Wang Chuqin      | Sun Yingsha (2) | non disputé                | non disputé                  | non disputé  |
| 2021 Singapour     | WTT Cup Finals (de) | Fan Zhendong     | Sun Yingsha     | non disputé                | non disputé                  | non disputé  |

### Grandes Finales ITTF
- Liste des gagnants à la Grande Finale du Pro Tour ITTF[4]:

| Année Lieu     | Tournoi                | Simple messieurs  | Simple dames         | Double messieurs                  | Double dames               | Double Mixte               |
| -------------- | ---------------------- | ----------------- | -------------------- | --------------------------------- | -------------------------- | -------------------------- |
| 2020 Zhengzhou | ITTF Finals 2020 (de)  | Ma Long           | Chen Meng            | non disputé                       | non disputé                | non disputé                |
| 2019 Zhengzhou | Grand Finals 2019 (de) | Fan Zhendong (2)  | Chen Meng (2) (3)    | Fan Zhendong Xu Xin               | Miyuu Kihara Miyu Nagasaki | Xu Xin Liu Shiwen          |
| 2018 Incheon   | Grand Finals 2018 (de) | Tomokazu Harimoto | Chen Meng (2) (3)    | Jang Woo-jin Lim Jong-hoon        | Mima Ito Hina Hayata       | Wong Chun Ting Doo Hoi Kem |
| 2017 Astana    | Grand Finals 2017 (de) | Fan Zhendong      | Chen Meng (2) (3)    | Masataka Morizono Yuya Oshima (2) | Chen Meng Zhu Yuling       | non disputé                |
| 2016 Doha      | Grand Finals 2016 (de) | Ma Long (4) (5)   | Zhu Yuling           | Jung Young-sik Lee Sang-su        | Yui Hamamoto Hina Hayata   | non disputé                |
| 2015 Lisbonne  |                        | Ma Long (4) (5)   | Ding Ning            | Masataka Morizono Yuya Oshima     | Ding Ning Zhu Yuling       | non disputé                |
| 2014 Bangkok   |                        | Jun Mizutani      | Kasumi Ishikawa      | Cho Eon-Rae Seo Hyun-Deok         | Miu Hirano Mima Ito        | non disputé                |
| 2013 Dubaï     |                        | Xu Xin (2)        | Liu Shiwen (2) (3)   | Gao Ning Li Hu                    | Ding Ning Li Xiaoxia       | non disputé                |
| 2012 Hangzhou  |                        | Xu Xin (2)        | Liu Shiwen (2) (3)   | Gao Ning Li Hu                    | Feng Tianwei Yu Mengyu     | non disputé                |
| 2011 Londres   |                        | Ma Long (3)       | Liu Shiwen (2) (3)   | Ma Lin Zhang Jike                 | Guo Yue Li Xiaoxia (2)     | non disputé                |
| 2010 Séoul     |                        | Jun Mizutani      | Feng Tianwei         | Jiang Tianyi Tang Peng            | Kim Kyung-ah Park Mi-young | non disputé                |
| 2009 Macao     |                        | Ma Long (2)       | Guo Yan              | Timo Boll Christian Suss (2)      | Ding Ning Liu Shiwen       | non disputé                |
| 2008 Macao     |                        | Ma Long (2)       | Guo Yan              | Ma Long Gao Ning                  | Li Jiawei Sun Beibei       | non disputé                |
| 2007 Pékin     |                        | Ma Lin (2)        | Li Xiaoxia           | Wang Liqin Chen Qi                | Guo Yue Li Xiaoxia         | non disputé                |
| 2006 Hong Kong |                        | Wang Hao (2)      | Zhang Yining (3) (4) | Hao Shuai Ma Long                 | Wang Nan Zhang Yining (2)  | non disputé                |
| 2005 Fuzhou    |                        | Timo Boll         | Zhang Yining (3) (4) | Timo Boll Christian Suss          | Gao Jun Shen Yanfei        | non disputé                |
| 2004 Pékin     |                        | Wang Liqin (3)    | Guo Yue              | Ma Lin Chen Qi (2)                | Wang Nan Zhang Yining      | non disputé                |
| 2003 Guangzhou |                        | Wang Hao          | Niu Jianfeng         | Ma Lin Chen Qi (2)                | Guo Yue Niu Jianfeng       | non disputé                |
| 2002 Stockholm |                        | Chuan Chih-yuan   | Zhang Yining (2)     | Kong Linghui Ma Lin (2)           | Li Jia Niu Jianfeng        | non disputé                |
| 2001 Hainan    |                        | Ma Lin            | Wang Nan (2)         | Kim Taek-Soo Oh Sang-Eun          | Lee Eun-Sil Ryu Ji-Hae     | non disputé                |
| 2000 Kōbe      |                        | Wang Liqin (2)    | Zhang Yining         | Wang Liqin Yan Sen (3)            | Sun Jin Yang Ying          | non disputé                |
| 1999 Sydney    |                        | Liu Guozheng      | Chen Jing            | Kong Linghui Ma Lin               | Li Ju Wang Nan (2) (3)     | non disputé                |
| 1998 Paris     |                        | Wang Liqin        | Wang Nan             | Wang Liqin Yan Sen (2)            | Li Ju Wang Nan (2) (3)     | non disputé                |
| 1997 Hong Kong |                        | Vladimir Samsonov | Li Ju                | Kong Linghui Liu Guoliang         | Li Ju Wang Nan (2) (3)     | non disputé                |
| 1996 Tianjin   |                        | Kong Linghui      | Deng Yaping          | Wang Liqin Yan Sen                | Deng Yaping Yang Ying      | non disputé                |